# 讓我聽見愛的歌聲
《讓我聽見愛的歌聲》是由吉浦康裕擔任原作、導演、編劇，J.C.STAFF製作的日本動畫電影，2021年10月29日在日本上映。2022年1月23日、25日和26日在美國、加拿大上映。1月27日起在澳洲、新西蘭上映。1月28日起在英國、愛爾蘭上映。2月11日在臺灣上映。

## 剧情
星间电子公司在景部市进行大型测试项目，投放了大量由AI系统驱动的设施用于辅助人们生活和工作。一天，景部高中转入了一名女高中生芦森诗音，在进行自我介绍时，诗音跑向天野悟美面前，询问她是否感到幸福并为此歌唱，悟美十分震惊——因为她知道诗音实际是任职在星间电子的母亲美津子研发的AI人形机器人，正在进行秘密的最终测试。诗音凭借出色的体格和开朗的个性很快和同学们打成一片，但脱线的性格和为了“令悟美幸福”的行动与歌唱也令悟美十分紧张，不过也因此吸引了其他人围绕在悟美周围——诗音也因此解决了后藤和绫的冷战、杉山的赛前紧张情绪。在庆祝杉山比赛成功，众人离开学校回到悟美家庆祝时，由于离开了原定的试验范围（景部高中），并且诗音曾经“控制”过其他AI系统（对于诗音而言，则是请求它们协助来完成她的行动）和违规解除了紧急停止系统，诗音的试验被美津子的对手西城抓住把柄而叫停，诗音被回收准备销毁，众人也被责备。当悟美为失去诗音而伤心时，十真翻查到诗音曾经上传过的记忆录像，发现了诗音的真正身份是他小学三年级改造并送给悟美的电子蛋AI，为了逃避被删除而逃入了AI网络中，最终回到人形机器人上，“令悟美幸福”正是十真给她下达的命令并驱使她为此付出。美津子对此震惊，决定帮助悟美众人回到星间电子公司，救出诗音。虽然期间行迹暴露，西城设法围困阻止，但公司大楼的AI系统倒戈帮助诗音和众人逃脱。在来到大楼楼顶上，诗音最终确认了悟美她感到了幸福后，在被再次围堵前，通过通信天线将AI数据上传到星间电子的试验卫星上保存。在骚乱过后，星间电子的社长还是认可了美津子的试验工作，诗音在卫星上为悟美和十真的恋情献上祝福。

## 登場人物

### 景部高中
蘆森詩音（配音：土屋太鳳）
本作女主角。天野悟美母亲研发的女性人型机器人，希望研究实现与人类共存的AI程序，悟美母亲通过打法律擦边球来安排其到女儿的高中进行最终测试。性格天真活泼，但相对于正常人类而言的性格脱线，喜欢唱歌，经常以围绕让悟美幸福而行动，吸引到其他人来到悟美身边。在一次离开学校到悟美家聚会时，离开了原定的学校实验范围，导致违规实验暴露，被敌对悟美母亲的西城要求销毁，但在悟美等人的帮助下逃脱，最终上传数据到星间电子公司的试验卫星“月影”。
其AI原型实际是悟美小学三年级时十真送的改造过的电子雞AI，悟美母亲发现后带回公司研究，被其当时的主任野见山抹除时逃脱入AI网络，并流连于AI设备间观察着悟美，最终来到该机器人中。“让悟美变得幸福”是当时十真下达的命令，也是通过悟美认识到《月亮公主》的概念（包括唱歌的能力）。能夠与其他AI系统沟通并得到它们的协助。
天野悟美（配音：福原遙）
本作女主角。在景部高中就读二年级。父母在其小学六年级时离异，之后和母亲两人生活，擅长料理家务。与十真是青梅竹马，由于帮十真檢舉学长吸烟，而被同学们称为“小报告公主”並被孤立。诗音的出现使其重新获得朋友。喜欢电影《月亮公主》。
素崎十真（配音：工藤阿須加）
本作男主角。在景部高中就读二年级，是社团“电子工作部”的成员。雖然平时沉默寡言，但提起悟美和电子计算机技术时会十分活跃。电子计算机能力超强，小学三年级时就改造了送给悟美的电子蛋AI，使其有对话、唱歌的能力。后来发现诗音留下的记忆录像，才知道诗音的真实身份。与悟美是青梅竹马，喜欢悟美。
后藤定行（配音：興津和幸）
善于学习和锻炼的男生，在学校很受歡迎。由于诗音而被卷入悟美的生活中。与绫是男女朋友关系，由于厌倦女友不断的夸奖，而两人处于冷战关系。最终在诗音的介入下两人和解。
佐藤绫（配音：小松未可子）
学校女生小团体的头头，经常嘲笑悟美。说话尖酸，但实际是傲娇。雖然与后藤是男女朋友关系，但被后藤厌倦，即使这样也十分在意后藤。在诗音的介入下两人和解，恢复正常关系。
杉山纩一郎（配音：日野聰）
柔道部成员，常在比赛前紧张，经常使用一个AI机器人陪练。在诗音的介入下来到悟美的身边。喜欢诗音，在诗音的陪练下克服比赛的紧张。

### 星間電子
天野美津子（配音：大原沙耶香）
天野悟美的母亲，单亲母亲。在星间电子景部市分社的AI实验室工作，醉心于AI的研究。由于作为女性在公司受到男性同事的歧视，故希望通过诗音的实验证明自己的工作价值。最终诗音的成果得到总公司社长的认可。
野见山（配音：濱田賢二）
天野美津子的部下，虽然比美津子年长，但成绩不如美津子。负责接送诗音实验时的学校通勤，在西城的指示下监视诗音实验违规问题。
西城（配音：津田健次郎）
天野美津子的上司，性格阴险，对作为女性的美津子十分嫉妒，也讨厌AI的发展，试图搞砸诗音实验，但最终未能得逞。
社長（配音：堀内賢雄）
星间电子的社长，在收到诗音实验的报告后亲身来到景部市分社。在经过骚乱后，仍认可了美津子的成果。

## 制作思路

### 主题
本作主题是关于“AI”与“人类”，而且在本作中故意不作区分。
导演吉浦康裕在他所熟悉的“AI”主题上加上了青春剧和爱情的元素，作为一部流行娱乐电影来创作。同时通过音乐剧的方式突破难以创作的科幻剧模式，也通过对智慧城市和人工智能等这些似乎可以触手可及的未来场景进行描绘，来肯定过去被认为是一种威胁的人工智能奇异点。导演认为“希望他的作品向人们表达未来对人工智能社会正面的世界观。”

### 剧本制作
作品从一开始就以制作一部王道型的娱乐电影为目标，吉浦康裕根据制片人的建议，先将早期剧本给大河内一楼过目，因为希望大河内能给予作品更大的影响力，在得到大河内的意见后，再联合编写新的剧本。在吉浦康裕的原始剧本中，机器人的角色本来是男性或者猫型，但在之后的剧本，最终决定了一个女性机器人。另外吉浦也想尝试本作首次引入歌唱的元素，最终决定制作成一部音乐剧，而最终的角色定型为“会突然唱歌的女高中生角色”。
虽然作品中出现了作中作《月亮公主》作为剧情要素，但也有制作出该作的完整版本。

## 衍生媒体作品

### 小說
乙野四方字将电影剧情改编为小说，由讲谈社发行，于2021年10月15日发售。
| 卷数 | 讲谈社         | 讲谈社                 |
| 卷数 | 发行日期       | ISBN                   |
| ---- | -------------- | ---------------------- |
| 1    | 2021年10月15日 | ISBN 978-4-065-25001-3 |

### 漫畫
前田惠（前田めぐ）将电影剧情改编为漫画，由同屬講談社旗下的《月刊Afternoon》2021年8月号起開始连载，2022年9月結束連載，在2021年10月21日发行单行本1册。共發行單行本3冊。
| 卷数 | 讲谈社         | 讲谈社                 |
| 卷数 | 发行日期       | ISBN                   |
| ---- | -------------- | ---------------------- |
| 1    | 2021年10月21日 | ISBN 978-4-06-525034-1 |
| 2    | 2022年4月21日  | ISBN 978-4-06-527500-9 |
| 3    | 2022年10月21日 | ISBN 978-4-06-529338-6 |

### OST
由高桥谅作曲的OST于2021年10月27日由Lantis发行。

## 评价
2021年9月，本作獲得2021年紐約國際電影電視節（New York City Film and Television Festival）最佳動畫電影獎，并入围最佳动画故事片奖。
2021年10月，本作在英国上映，并获得苏格兰爱动画观众奖。这也是吉浦康裕导演，自2013年《帕蒂瑪的顛倒世界》以来，第二次获得该奖项。
2021年11月，參與了2021年新西蘭國際電影節（New Zealand International Film Festival）。
2022年1月，提名为2022年日本电影学院奖的年度最佳动画奖。

## 外部連結
- 官方网站（日語）
- 電影的X（前Twitter）（日語）
- 北美發行方網站（英文）
- 台灣木棉花（中文）